# Medasina nigrofusca
Medasina nigrofusca är en fjärilsart som beskrevs av Eugen Wehrli. Medasina nigrofusca ingår i släktet Medasina och familjen mätare. Inga underarter finns listade i Catalogue of Life.